# Радько, Тимофей Николаевич
Тимофе́й Никола́евич Радько (род. 16 октября 1937, село Кирово, Алтайского района, ХАО) — советский и российский юрист. Доктор юридических наук (1978) , профессор, заслуженный юрист Российской Федерации (1998), профессор кафедры государственного права Московского государственного юридического университета (МГЮА) им. О. Е. Кутафина.

## Биография
Окончил Томский государственный университет (1964) и аспирантуру Саратовского юридического института (1967). В системе учебных заведений Министерства внутренних дел СССР прошёл путь от преподавателя до начальника главного управления учебных и научных учреждений МВД. В 1978 году защитил докторскую диссертацию «Теоретические и методологические проблемы функций социалистического права».
Заместитель министра юстиции России (1993—1996). Советник Председателя Государственной Думы по правовым вопросам (1996—1999).
Являлся членом авторских коллективов учебников по теории государства и права, под редакцией В. В. Лазарева и В. К. Бабаева, соавтор трехтомного академического курса «Актуальные проблемы теории государства и права» (2000). Ректор Академии права и управления в г. Москве (2003). Внёс значительный вклад в становление и развитие юридического образования в Хакасии.
В настоящее время является профессором кафедры теории государства и права Университета имени О. Е. Кутафина (МГЮА). Член редколлегии журнала «Государство и право».
Автор поэтических сборников.

## Сочинения
- «Основные функции права» (1970);
- «Социальные функции советского права» (1971);
- «Методологические вопросы познания функций права» (1974),
- «Теория государства и права» (2000).
- «Твоих черёмух белый цвет…» (2013)